# Oberschweinbach
Oberschweinbach település Németországban, azon belül Bajorországban. Lakosainak száma 1809 fő (2023. december 31.). Oberschweinbach Mammendorf, Egenhofen, Mittelstetten és Hattenhofen községekkel határos.

## Népesség
A település népessége az elmúlt években az alábbi módon változott:
| Lakosok száma | 232  | 499  | 908  | 1002 | 1620 | 1682 | 1735 | 1750 | 1717 | 1809 |
|               | 1875 | 1950 | 1975 | 1987 | 2012 | 2014 | 2016 | 2017 | 2021 | 2023 |